# Parque urbano El Virrey
El parque lineal y corredor ecológico de ronda El Virrey es un parque ecológico que se extiende desde la carrera Séptima hasta la Autopista Norte a la altura de la calle Ochenta y ocho. El parque posee línea de la red de ciclorrutas, paseo peatonal y zonas de descanso, así como bebederos de agua para visitantes y mascotas. No se permite la realización de actividades de alto impacto. En su extremo occidental, sobre la autopista Norte, se encuentra la estación Virrey del sistema TransMilenio.

## Historia
El proyecto del desarrollo de este parque fue la creación de un parque lineal a lo largo de la quebrada de El Virrey (o río Negro) para protección y conservación de la fuente de agua, y las especies animales y vegetales de la zona, especialmente la avifauna que anida y vive en él.
El área del parque se dividió en tres grandes zonas: La primera comprendida entre Carrera Séptima y Carrera 11. La segunda se extiende desde la Carrera 11 hasta la 15. Estas dos primeras zonas se caracterizan por ser un parque angosto que amplía su extensión en la tercera zona que se extiende desde la Carrera 15 hasta la Autopista Norte.
Características: 3 Ciclorrutas, 2 ciclopuentes, 6 zonas infantiles, 3 senderos peatonales y 12 plazoletas.

## Características

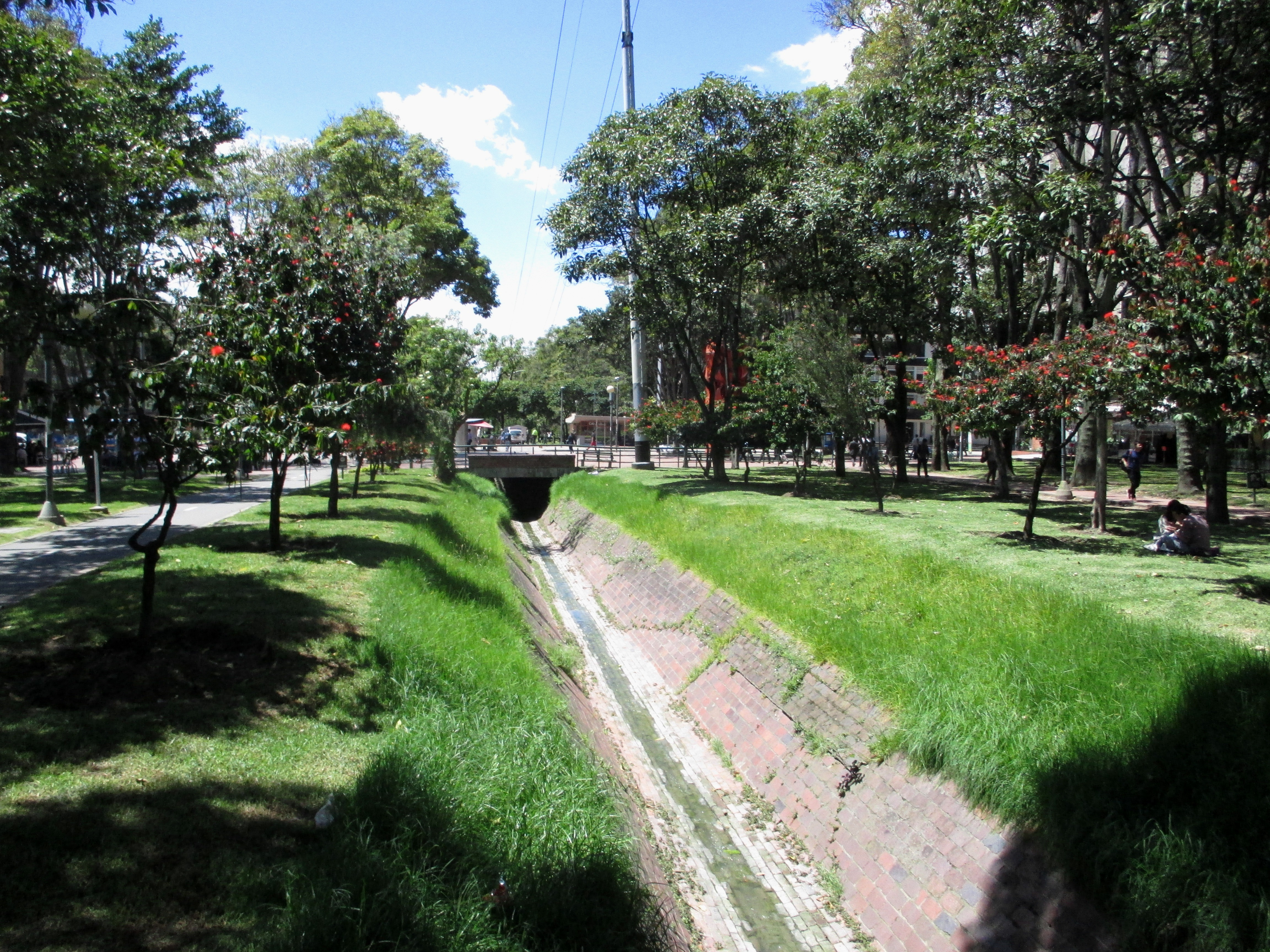
La quebrada atraviesa el parque El Virrey.

El parque se encuentra entre la carrera Séptima al oriente, y la autopista Norte al occidente, siguiendo el eje de la calle Ochenta y ocho. Tiene una superficie de 104.739 m².
Cuenta con equipos para ejercicios de cardio y entrenamiento muscular, los cuales se han integrado a los espacios naturales. Igualmente el parque dispone de un conjunto de juegos infantiles. Su destino es la recreación pasiva y la concientización ecológica. En él está prohibido realizar eventos de alto impacto y participación masiva, según un fallo del Concejo de Estado. Hay señales que indican incluso que está prohibido jugar fútbol, entre otras actividades.

### Festivales
Desde 2002, se realiza anualmente a mitad de año un festival gastronómico llamado "Alimentarte", promovido por la Fundación Corazón Verde. Desde 2006 también es una de las sedes utilizadas por el Distrito para ubicar parte de la iluminación navideña.